# 计荣森
计荣森（1907年—1942年），字晓清，男，浙江慈溪人，中国古生物学家、地质科技文献信息专家，曾任中央地质调查所古生物研究室无脊椎古生物研究组主任。